# Медаль «За оборону Одеси»
Меда́ль «За оборо́ну Оде́си» — державна нагорода СРСР, впроваджена Указом Президії Верховної Ради СРСР від 22 грудня 1942 року. Часткове доповнення положення про медаль проведене Указом Президії Верховної Ради СРСР від 19 червня 1943 року. Окрім того, в опис медалі були внесені зміни Постановами Президії Верховної Ради СРСР від 27 березня та 3 травня 1943 року.

## Положення про медаль
Медаллю «За оборону Одеси» нагороджуються всі учасники оборони Одеси — військовослужбовці Червоної армії, Військово-Морських Сил та військ НКВС, а також особи із громадянського населення, що брали участь в обороні. Періодом оборони Одеси вважається 5 серпня — 16 жовтня 1941 року.
Вручення медалей проводиться від імені Президії Верховної Ради СРСР на основі документів, що посвідчують фактичну участь в обороні міста Одеса, які видаються командирами частин, начальниками військово-навчальних закладів та відповідними обласними та міськими Радами депутатів трудящих.
Вручення проводиться:
- Особам, що знаходяться у військових частинах Червоної Армії, Військово-Морських Сил та військ НКВС — командирами військових частин, а особам, що вибули із складу армії та флоту — обласними, міськими та районними військовими комісаріатами за місцем проживання нагороджених.
- Особам із громадянського населення — учасникам оборони Одеси — обласними та міськими Радами депутатів трудящих за місцем проживання нагороджених.

Медаль «За оборону Одеси» носиться на лівому боці грудей, і при наявності інших нагород СРСР розташовується після медалі «За оборону Москви».

## Опис медалі
Медаль «За оборону Одеси» виконана з латуні та має форму кола діаметром 32 мм.
На лицевому боці медалі, на фоні обрисів морського берега та маяка, зображення фігур червоноармійця та червонофлотця з гвинтівками напереваги. Над фігурами напис «СССР». По колу медалі, в верхній її частині, напис «За оборону Одессы». На початку та наприкінці напису маленькі п'ятикінцеві зірочки. В нижній частині медалі — лавровий вінок, перевитий біля початку стрічкою з п'ятикінцевою зіркою на ній. Лицевий бік медалі облямований випуклим бортиком.
На зворотному боці медалі надпис «За нашу советскую родину». Над написом зображення серпа та молота.
Всі написи та зображення на медалі випуклі.
Медаль за допомогою провушини та кільця поєднується з п'ятикутною колодочкою, обтягнутою шовковою стрічкою оливкового кольору з продовжною блакитною смужкою посередині. Ширина стрічки — 24 мм, ширина смужки — 2 мм.

## Історія
Ініціатором впровадження медалей «За оборону Одеси», «За оборону Севастополя», «За оборону Ленінграда» та «За оборону Сталінграда» в жовтні 1942 року виступив Наркомат оборони СРСР. 24 листопада 1942 року Й. В. Сталіним була дана вказівка приступити до розробки малюнків цих медалей.
Автори малюнка медалі «За оборону Одеси» — художники Москальов М. І. та Телятніков І. С.
Початково планувалось виготовляти медаль з неіржавної сталі, а стрічка в цьому варіанті складалась трьох блакитних та двох синіх поздовжніх смуг, що чергувались. Але Наказом від 27 березня 1943 року матеріалом для виготовлення було затверджено латунь, а вигляд стрічки медалі змінено на описаний вище.

### Нагороджені
На 1962 рік медаллю «За оборону Одеси» було нагороджено близько 25 тисяч осіб; на 1985 рік — близько 30 тисяч осіб. Після 1988 року медаль «За оборону Одеси» не вручалась.